# Beijing Gehua CATV Network
Beijing Gehua CATV Network (chinois simplifié : 北京歌华有线电视网络股份有限公司 ; chinois traditionnel : 北京歌華有線電視網絡股份有限公司 ; pinyin : Běijing gē huá yǒuxiàn diànshì wǎngluò gǔfèn yǒuxiàngōngsī) est une entreprise chinoise organisée pour diffuser de l'information en étant l'opérateur de différents canaux.
C'est à la fois une station de radio, une chaîne de télévision et un fournisseur d'accès Internet.
Elle est dirigée par monsieur Miao Zhang, président, un homme né en 1966 et qui est considéré comme l'un des cinquante meilleurs jeunes dirigeants d'entreprise du monde,.